# Encke (krater księżycowy)
Encke – krater uderzeniowy na Księżycu, znajdujący się na północ od krateru Keplera. Niedaleko niego wylądował Surveyor 1.